# Alfons Zschockelt
Alfons Zschockelt (* 15. Januar 1935 in Halle/Saale; † 5. April 2023) war ein deutscher Jurist; als Richter gehörte er 17 Jahre lang dem Bundesgerichtshof an. Als junger Mann ist er zudem als Jazzmusiker hervorgetreten.

## Leben und Wirken
Zschockelt, dessen Eltern beide als Rechtsanwalt tätig waren und früh verstarben, wuchs in Halle auf, wo er bereits als jugendlicher Gitarrist mit seiner Alfred Zschokelt Jazzband auftrat, die in der DDR um 1950 eine „Vorreiterrolle“ im Bereich des Modern Jazz hatte. Aufgrund seines Herkunft konnte er zunächst nicht studieren, sondern musste sich erst einem Examen als Berufsmusiker unterziehen. 1954 begann er dann in Halle sein Jurastudium, spielte aber weiter in verschiedenen, von ihm geleiteten Gruppen Jazz. Mit seiner Washboard Five sollte er 1957 die DDR bei den Weltjugendspielen in Moskau vertreten und spielte zwei Titel für Amiga ein. Gemeinsam mit Siegfried Schmidt-Joos floh er im Herbst 1957 in den Westen. Nach der Flucht schloss er in Düsseldorf das Studium der Rechtswissenschaft 1960 mit der ersten Staatsprüfung ab. Zwischen 1959 und 1961 gehörte er zu den Feetwarmers, bei denen er Dieter Süverkrüp an Gitarre und Banjo ersetzte.

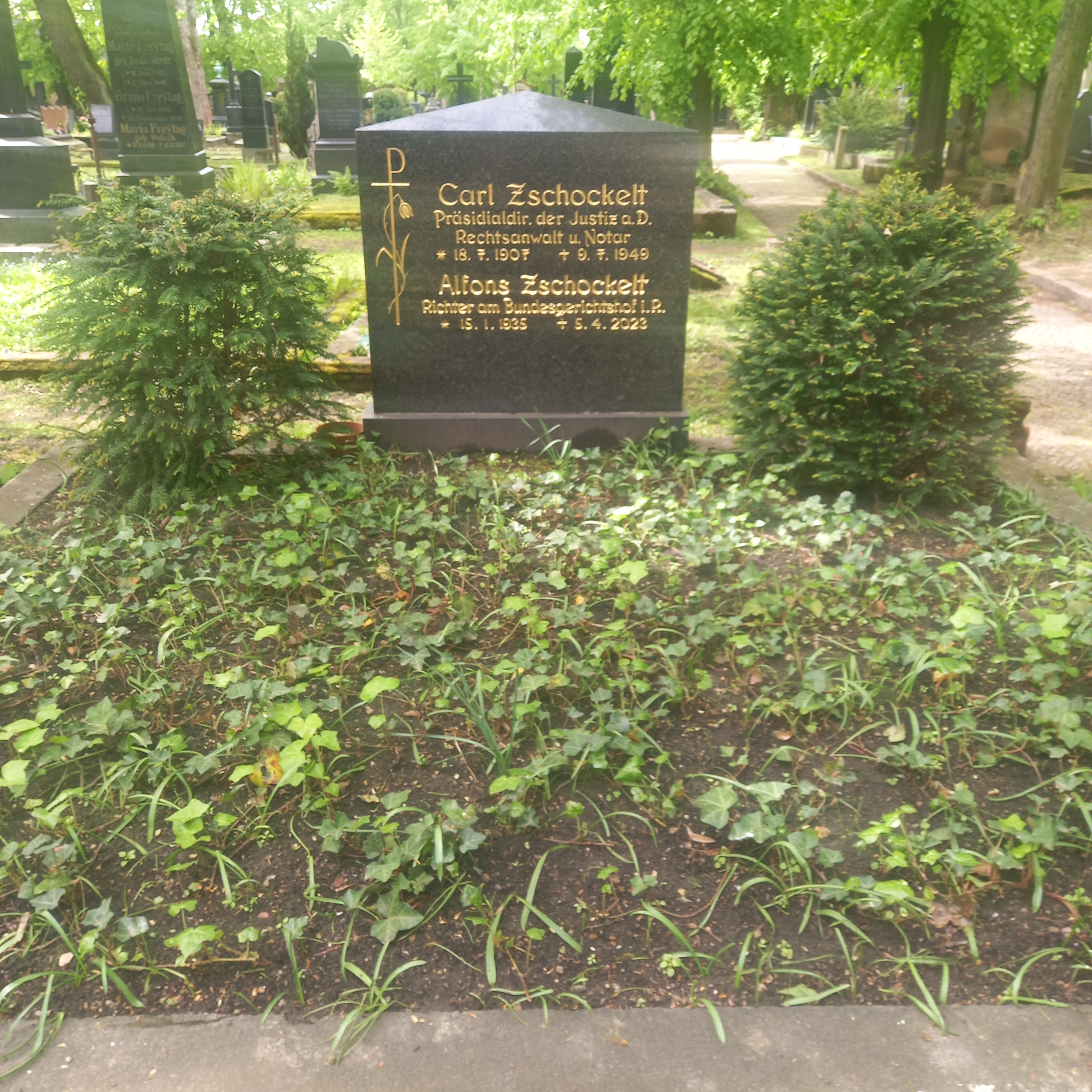
Das Grab von Alfons Zschokelt auf dem Stadtgottesacker in Halle

Nach der zweiten juristischen Staatsprüfung 1965 trat er in den Justizdienst des Landes Nordrhein-Westfalen ein. Im September 1968 wurde er beim Landgericht Köln zum Landgerichtsrat ernannt. Zwischen 1973 und 1976 war er im Justizministerium des Landes Nordrhein-Westfalen tätig. Dann wirkte er als Richter am Oberlandesgericht Düsseldorf.
Dem Bundesgerichtshof gehörte Zschockelt zwischen 1981 und 1998 an. Nach kurzer Zeit im 2. Strafsenat, wurde er Anfang 1982 dem 3. Strafsenat des Bundesgerichtshofes zugewiesen, der vor allem für Staatsschutzsachen und zwischen 1986 und 1990 auch für Steuerstrafsachen zuständig war. In diesem Senat fungierte er seit März 1991 auch als ständiger Vertreter des Vorsitzenden. Seit 1990 gehörte er zudem dem Großen Senat für Strafsachen an und seit 1991 dem Gemeinsamen Senat der obersten Gerichtshöfe des Bundes. Von Anfang 1990 bis Ende 1992 war er Mitglied im Präsidium des Bundesgerichtshofs; im Juli 1996 wurde er wieder in dieses Gremium gewählt. Seit Mai 1990 war er zudem stellvertretendes Mitglied des Präsidialrats.
Zschockelt wirkte an zahlreichen Entscheidungen des 3. Strafsenats zu grundlegenden Fragen des Straf- und Strafprozessrechts mit. Im Prozessrecht galt seine besondere Aufmerksamkeit der Ausgestaltung des Beweisantragsrechts und den Vereinbarungen im Strafverfahren. Maßgeblich hat er die Diskussion des Gerichtshofs zur Aufgabe der Rechtsfigur der fortgesetzten Handlung beeinflusst. Zudem hat er die Entwicklung der Rechtsprechung auf dem Gebiet des Betäubungsmittelstrafrechts mitgeprägt.
Zschockelt verfasste rechtswissenschaftliche Beiträge zum Betäubungsmittelstrafrecht, zu den Vereinbarungen im Strafverfahren und zur Aufgabe der fortgesetzten Handlung. Darüber hinaus hat er sich zu rechtspolitischen Fragestellungen geäußert und Stellungnahmen zu verschiedenen Gesetzesvorhaben abgegeben.